# Хараль-дель-Прогресо
Хараль-дель-Прогресо (исп. Jaral del Progreso) — город и административный центр одноимённого муниципалитета в мексиканском штате Гуанахуато. Численность населения, по данным переписи 2010 года, составила 20 457 человек.

## История
Город был основан как небольшая община Хараль-де-ла-Крус в 1590 году, и в том же году переименован в Хараль-дель-Валье. В 1831 году Ансельмо Рамирес проводит планировку перестройки поселения, чтобы превратить его в город.
В 1910 году поселение получает статус города и переименовывается в Хараль-дель-Прогресо.